# Nibelle
Nibelle – miejscowość i gmina we Francji, w Regionie Centralnym, w departamencie Loiret.
Według danych na rok 1990 gminę zamieszkiwało 697 osób, a gęstość zaludnienia wynosiła 26 osób/km² (wśród 1842 gmin Centre, Nibelle plasuje się na 547. miejscu pod względem liczby ludności, natomiast pod względem powierzchni na miejscu 430.).